# 아르헨티나 브루네티

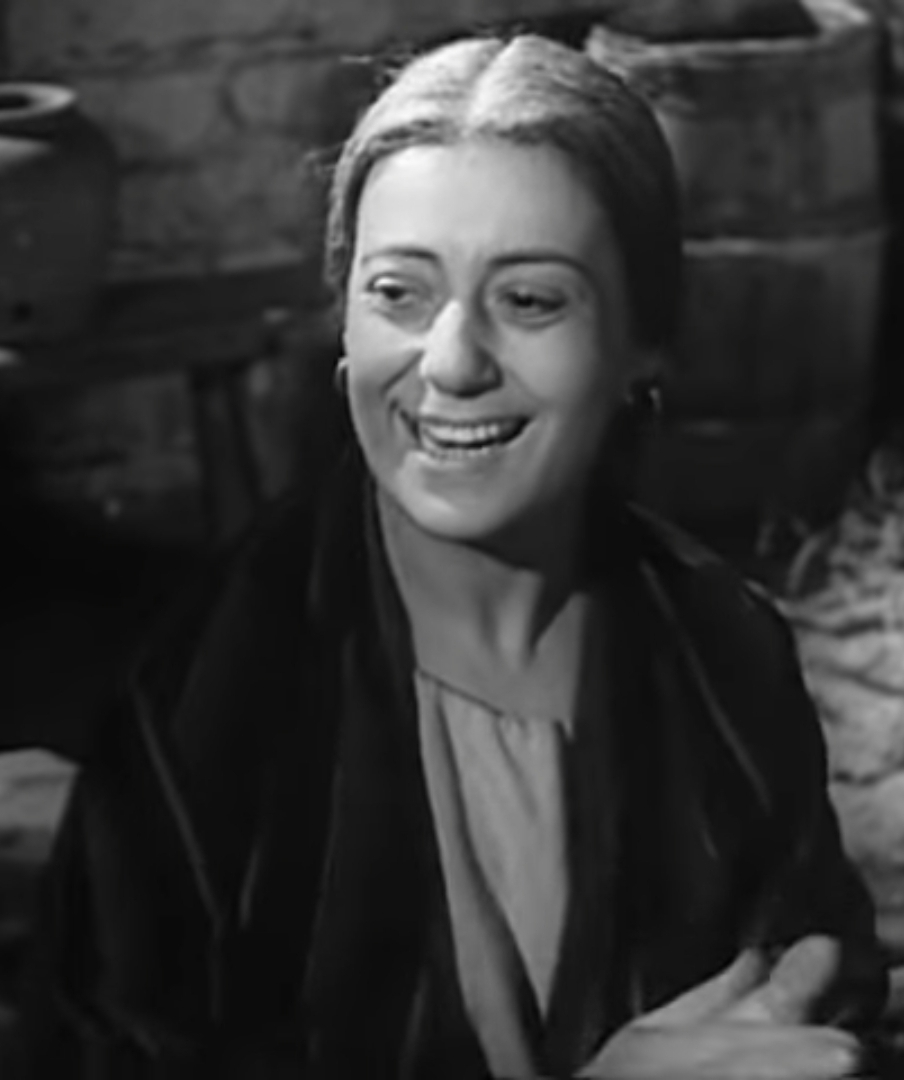

아르헨티나 브루네티(Argentina Brunetti, 1907년 8월 31일 ~ 2005년 12월 20일)는 아르헨티나의 영화배우이다.
부에노스아이레스에서 태어났으며 로마에서 사망하였다.

## 영화
- 4번째 테너 (2002년)
- 룩킨 이탈리안 (1998년)
- 에비타 페론 (1981년)
- 애펄루사 (1966년)
- 추격 (1959년)
- 조로 (1957년)
- 쓰리 바이어런트 피플 (1957년)
- 애니씽 고즈 (1956년)
- 프로디갈 (1955년)
- 캐디 (1953년)
- 카이버 라이플의 왕 (1953년)
- 웬 인 로마 (1952년)
- 나의 사촌 레이첼 (1952년)
- 위대한 카루소 (1951년)
- 더 로우리스 (1950년)
- 부러진 화살 (1950년)
- 위 워 스트레인저스 (1949년)
- 멋진 인생 (1946년)